# Ergilio Hato
Ergilio Pedro Hato (Willemstad, 7 de novembro de 1926 – Willemstad, 18 de dezembro de 2003) foi um futebolista antilhano que atuava como goleiro ou atacante.

## Carreira
Considerado um dos melhores goleiros da história do futebol caribenho, Hato jogou toda sua carreira no CRKSV Jong Holland, entre 1943 e 1959. Pela equipe, venceu apenas um campeonato nacional, em 1943. Sua notoriedade fez com que preferisse continuar na ilha, rejeitando propostas de vários times da Europa, entre eles Ajax, Feyenoord e Real Madrid. Embora atuasse como goleiro, ele também se destacou no ataque: em 101 jogos pelo Jong Holland, Hato marcou 5 gols.
Pela antiga seleção do território de Curaçau, que antecedeu a seleção das Antilhas Neerlandesas, o auge do Pantera Negra (um dos apaelidos do goleiro, que também era conhecido por "Homem Águia" e "Homem Elástico") foi quando conquistou 3 medalhas: nos Jogos Centro-Americanos e do Caribe de 1946, levou a medalha de bronze e em 1950, levou o ouro. Ele ainda recebeu outra medalha de bronze, desta vez nos Jogos Pan-Americanos de 1955, na Cidade do México, além de um vice-campeonato da Copa CCCF, disputada no mesmo ano. Ainda participou dos Jogos Olímpicos de 1952 pelas Antilhas Neerlandesas. Em 35 partidas, Hato deixou também sua marca no ataque, fazendo 5 gols.

## Vida pessoal
Em homenagem ao goleiro, o principal estádio de Curaçau leva seu nome. Hato faleceu em 18 de dezembro de 2003, 41 dias após completar 77 anos.

## Títulos
CRKSV Jong Holland
- Campeonato Curaçauense: 1943